# Mornans
Mornans település Franciaországban, Drôme megyében. Lakosainak száma 79 fő (2022. január 1.). Mornans Bézaudun-sur-Bîne, Bourdeaux, Francillon-sur-Roubion, Le Poët-Célard és Saou községekkel határos.

## Népesség
A település népességének változása:
| Lakosok száma | 64   | 78   | 68   | 71   | 71   | 70   | 72   | 75   | 77   | 79   |
|               | 1968 | 1982 | 1990 | 2006 | 2013 | 2015 | 2017 | 2019 | 2020 | 2022 |